# Средненеманская низменность
Средненеманская низменность (бел. Сярэднянёманская нізіна) — низменность в Гродненской области Белоруссии.
Во время Поозёрского оледенения на территории современной Средненеманской низменности существовало Скидельское приледниковое озеро. После его спуска Неман получил сток в Балтийское море. Позднее, после таяния поозёрского ледника, существовало Средненеманское озеро, уровень воды в котором первоначально достигал 123 м. Современный рельеф территории сформирован эрозийно-денудационными процессами, происходившими после ледникового периода, и влиянием реки Неман, сформировавшей эрозионный срез до 25-28 м.
Низменность представляет собой преимущественно зандровую равнину с двумя уровнями, более высокий из которых (высотой 130—140 м над уровнем моря) примыкает к Лидской равнине. Поверхность плоская либо плоскохолмистая, пересечённая термокарстовыми впадинами, эоловыми формами и небольшими зарастающими озёрами.
На территории низменности располагаются заказники Котра и Гродненская пуща.